# Cornelius (Ankläger)
Cornelius war ein Römer, der während der Herrschaft des Kaisers Tiberius in Rom lebte.
Cornelius war kein Senator. Bekanntheit erlangte er im Jahr 34, als er mit Servilius gemeinsam Mamercus Aemilius Scaurus wegen vermeintlichen Ehebruchs mit Livia und zudem Teilnahme an Veranstaltungen von Magiern anklagte. Dabei fungierten sie als Vertreter in einem Machtkampf der Anhänger des Lucius Aelius Seianus und des Quintus Naevius Sutorius Macro auf Seiten Macros. Laut Tacitus wurde er wie sein Mitankläger noch im selben Jahr auf eine Insel verbannt und geächtet. Grund war, dass sie es gegen eine Geldzahlung unterlassen hatten, Varius Ligur anzuzeigen.